# مرسيدس بنز 260 دي
مرسيدس بنز 260 دي (بالإنجليزية: Mercedes-Benz 260 D)‏: هي سيارة من صناعة شركة مرسيدس بنز أنتجت في 1936م.